# Łobodno (osada leśna w województwie śląskim)
Łobodno – osada leśna w Polsce położona w województwie śląskim, w powiecie kłobuckim, w gminie Kłobuck.
W latach 1975–1998 osada administracyjnie należała do województwa częstochowskiego.